# Циденова Гунсин Аюшеївна
Гунсин Аюшеївна Циденова (травень 1909, село Усть-Орот Забайкальської області, тепер Кіжингинського району, Бурятія, Російська Федерація — 1994, місто Улан-Уде, Бурятія, Російська Федерація) — радянська діячка, голова Президії Верховної ради Бурят-Монгольської АРСР. Депутат Верховної ради СРСР 1—3-го скликань.

## Біографія
Народилася в бідній селянській родині. Батьки померли, виховувалася в родині діда. До 1929 працювала у власному сільському господарстві. У 1929 році вступила до сільськогосподарської артілі (колгоспу), працювала завідувачкою тваринницької ферми.
Член ВКП(б) з 1932 року.
У 1933 році за рекомендацією Хоринського районного комітету ВКП(б) була направлена вчитися до Кяхтинської радянсько-партійної школи, потім (у 1933—1934 роках) навчалася в Троїцькосавській школі радянського та партійного будівництва Бурят-Монгольської АРСР.
У 1934—1935 роках — голова колгоспу «Путь Сталина» Кіжингинського аймаку Бурят-Монгольської АРСР.
З 1935 до жовтня 1937 року — голова Ашангинської сомонної ради Бурят-Монгольської АРСР.
У жовтні 1937 — вересні 1938 року — інструктор Хоринського аймачного комітету ВКП(б) Бурят-Монгольської АРСР; інструктор Бурят-Монгольського обласного комітету ВКП(б).
У вересні 1938 — квітні 1941 року — слухачка Улан-Уденського сільськогосподарського технікуму Бурят-Монгольської АРСР.
12 квітня 1941 — 25 березня 1947 року — голова Президії Верховної ради Бурят-Монгольської АРСР.
У вересні 1947 — вересні 1952 року — студентка Бурят-Монгольського державного зооветеринарного інституту в Улан-Уде. Одночасно — заступник голови Президії Верховної ради Бурят-Монгольської АРСР.
У 1952—1953 роках — ординатор клініки Улан-Уденського зооветеринарного інституту.
У 1953—1954 роках — голова колгоспу імені Фрідріха Енгельса Бурят-Монгольської АРСР.
У 1954—1958 роках — старший ветеринарний лікар Чесанської машинно-тракторної станції Бурят-Монгольської АРСР.
У 1958—1960 роках — завідувачка Верхньокодунської ветеринарної дільниці Бурятської АРСР.
З 1960 року — персональна пенсіонерка. Померла в 1994 році в Улан-Уде.

## Нагороди
- орден «Знак Пошани»
- медалі
- Заслужений ветеринарний лікар Бурятської АРСР